# Pitcairnia riparia
Pitcairnia riparia är en gräsväxtart som beskrevs av Carl Christian Mez. Pitcairnia riparia ingår i släktet Pitcairnia och familjen Bromeliaceae. Inga underarter finns listade i Catalogue of Life.